# Lapenche
Lapenche é uma comuna francesa na região administrativa de Occitânia, no departamento de Tarn-et-Garonne. Estende-se por uma área de 8,11 km². Em 2010 a comuna tinha 285 habitantes (densidade: 35,1 hab./km²).